# Polia hemichrysea
Polia hemichrysea är en fjärilsart som beskrevs av Köhler 1968. Polia hemichrysea ingår i släktet Polia och familjen nattflyn. Inga underarter finns listade i Catalogue of Life.